# Beenwarmers

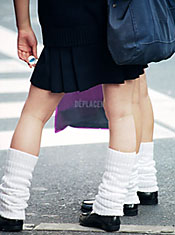
Beenwarmers

Beenwarmers zijn een bijzondere vorm van kousen vaak gemaakt van wol of katoen.
Ze zitten strak om het onderbeen en dienen vooral ter verwarming van het lichaam, al worden ze soms ook enkel gedragen als vorm van mode.
Beenwarmers werden uitgevonden in de jaren 80 van de twintigste eeuw door een Amerikaans fitness-expert. Hij ontwikkelde beenwarmers speciaal voor ballerina's, dansers en sporters zoals beoefenaars van wielersport en aerobics. Beenwarmers zijn een bekend verschijnsel en werden vooral populair door films als Flashdance en Fame.
Ook werden beenwarmers gedragen door bekende rocksterren zoals Dimebag Darrell, Kip Winger en David Lee Roth.
Bij het Russische leger behoren beenwarmers tot de standaarduitrusting (in dit geval tegen de kou).